# Civic technology
Civic technology (z ang. dosł. technika obywatelska) – zbiór rozwiązań, głównie z zakresu technologii informacyjnej, obejmujących aplikacje społeczne i narzędzia informatyczne wspierające rządy i samorządy w pełnieniu swoich publicznych funkcji, jak i wszelkiego rodzaju narzędzia do rozwoju i utrzymania takich aplikacji czy serwisów.
Cytując Knight Foundation, jednego z głównych grantodawców dla projektów społecznych na świecie: Społeczni liderzy, organizacje, fundacje i mieszkańcy coraz częściej dostrzegają wartość technologii w łączeniu ludzi, wspieraniu rozwoju miast i czynieniu rządów bardziej efektywnymi.
Civic technology zwykle przyjmują postać otwartego oprogramowania (open-source'owego), co oznacza, że kod programu powstały dla jednego miasta może być potem wykorzystany dla innego, położonego w zupełnie innym miejscu na świecie.